# San Pedro de la Roca
Kastellet San Pedro de la Roca (spanska: Castillo de San Pedro de la Roca, även känt under den mindre formella titeln Castillo del Morro) är en fästning vid havet i staden Santiago de Cuba, omkring 10 km sydväst om stadens centrum.

## Historia

### Ursprunglig design
Fästningen ritades 1637 av Giovanni Battista Antonelli (även känd som Juan Battista Antonelli), medlem i en italiensk familj från Milano med militära ingenjörer. Uppförandet skedde på uppdrag av stadens guvernör, Pedro de la Roca y Borja, som ett försvar mot piratattacker. Sedan tidigare fanns mindre fästningsverk vid staden som byggts mellan 1590 och 1610. Antonellis ritning anpassades till fästningens belägenhet vid de stupande sidorna vid änden av den höga udden (morro), som fästningen fått sin namn från. Den byggdes ovanpå en serie terrasser; där fanns fyra huvudnivåer och tre stora bålverk för att husera artilleriet. Förnödenheter skulle levereras sjövägen och därefter förvaras i den stora lagerbyggnader som var huggen direkt ur berget, eller transporteras upp till toppnivån där citadellet låg. Byggandet av citadellet tog 42 år, det påbörjades 1638 och stod klart år 1700, fast arbetena på fästningen var sporadiska. Antonelli återkallades till Kuba 1645 kort efter att projektet startats. Andra exempel på hans arbeten är tvillingforten Fuerte del Cojimar och Fuerte de Santa Doratea de Luna de Chorrera. Några byggnader från äldre fästningsverk blev senare inkorporerade i huvudstrukturen.

### Vidare byggnation

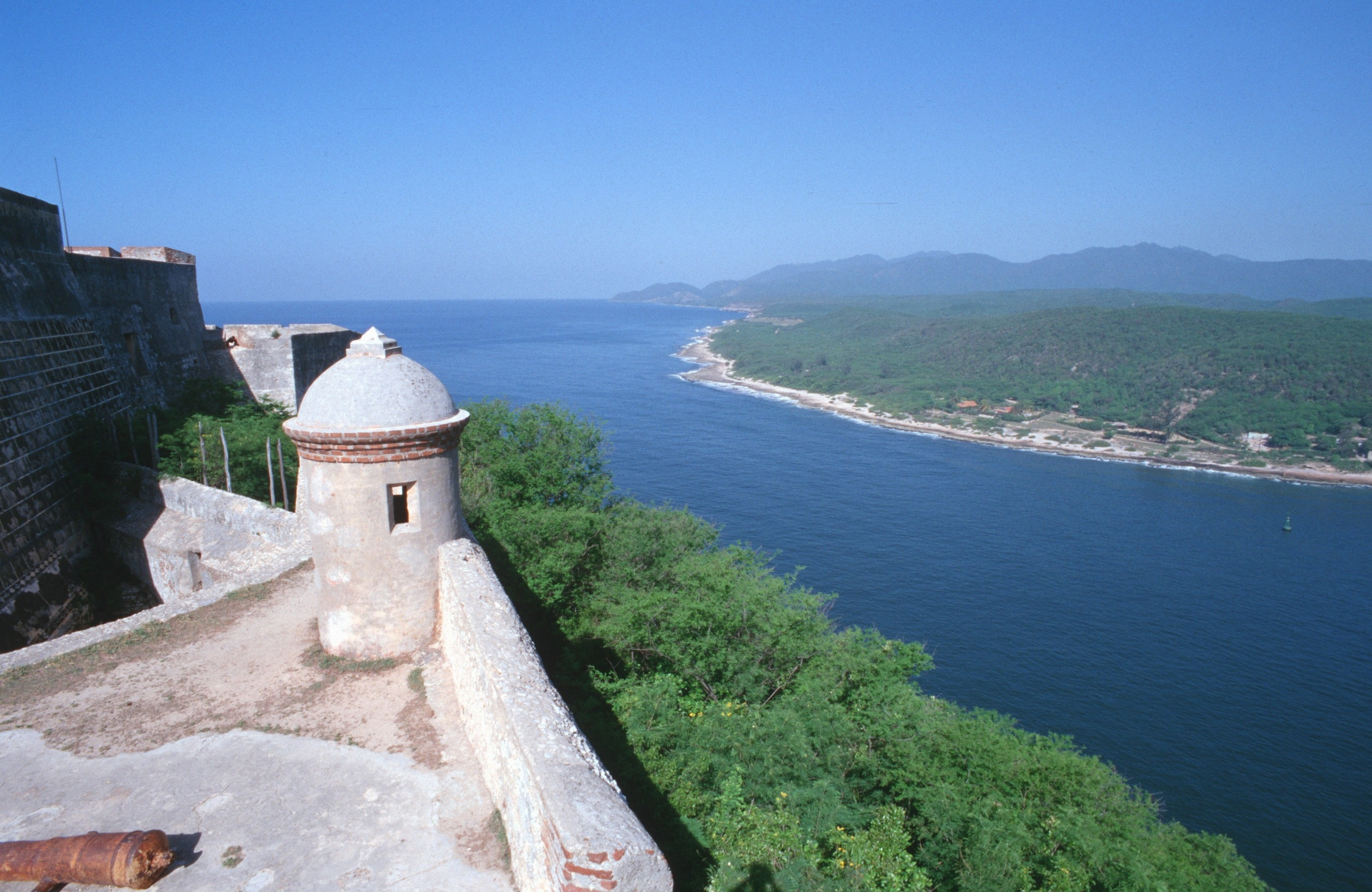
Vy över bukten från fästningen

Fruktan för piratattacker var välgrundad. Medan fästningsbygget ännu fortgick 1662, tog engelska fribytare under ledning av Christopher Myngs kontroll över Santiago i två veckor och under deras tid förstördes delar av fästningen och artilleriet togs som byte. Efter att de stuckit, beordrade spanska regeringen att de förstörda delarna skulle återställas och utökade garnisonsstyrkan till 300 män. Mellan 1663 och 1669 arbetade ingenjörerna Juan Císcara Ibáñez, Juan Císcara Ramirez och Francisco Perez med att reparera och förstärka fortifikationerna, stärkte flankerna och byggde en ny artilleriplattform. 1678 tillintetgjorde man attacken från en fransk skvadron och 1680 slog man tillbaka en annan attack med 800 män ledda av Franquesma, andrebefälet för Antillernas sjörövare.
Mellan 1675 och 1692 skadades fästningen efter en serie jordbävningar och reparationer fick göras under ledning av Francisco Pérez mellan 1693 och 1695. Från 1738-1740 gjordes ytterligare arbeten av ingenjören Antonio de Arredondo, som utvidgade citadellet och färdigställde några icke färdigställda plattformar, där Juan Martín Cermeño och Francisco Calderín gjorde de avslutande ändringarna efter den återigen utsatts för jordbävningar mellan 1757 och 1766.
Runt 1775, hade fruktan för attacker minskat, och delar av fästningen, känd som Berget (la Roca) och Stjärnan (la Estrella) gjordes om till ett fängelse för politiska fångar, resten av fästningen fortsatte dock fungera som en militärbas. 1898 användes den åter som fästning då USA:s flotta i attackerade Santiago de Cuba under det Spansk-Amerikanska kriget.

### Världsarv
Under 1900-talet förföll fästningen, men restaurerades under 1960-talet av Francisco Prat Puig. Fästningen fick världsarvsstatus 1997, som den bäst bevarade och mest kompletta exemplet på spansk-amerikansk militärarkitektur.

### Allmänna källor
- ”San Pedro de la Roca Castle, Santiago de Cuba”. World Heritage Centre. 19 mars 1997. http://whc.unesco.org/en/list/841. Läst 1 mars 2007.
- Rachel Carley (2000). Cuba: 400 Years of Architectural Heritage. Watson-Guptill. sid. 224. ISBN 0-8230-1128-3
- René Chartrand (2006). The Spanish Main 1493-1800. Osprey. sid. 64. ISBN 1-84603-005-6
- ”Monumentos Nacionales: Castillo de San Pedro de la Roca del Morro” (på spanska). Consejo Nacional de Patrimonio Cultural. Arkiverad från originalet den 10 maj 2009. https://web.archive.org/web/20090510063123/http://www.cnpc.cult.cu/cnpc/monumen/Pag107.htm. Läst 1 mars 2007.